# Wendy Guerra
Wendy Guerra (Havana, 1970) é uma cineasta, poetisa e romancista cubana.

## Biografia
Wendy trabalhou como atriz desde a infância, atuando no cinema e na televisão. Aos sete anos, já publicava poemas. Graduou-se em direção de cinema, na especialidade de Guiões, no Instituto Superior de Arte (ISA) em Havana. Participou da oficina de escrita do romancista colombiano Gabriel García Márquez, organizada todos os anos pela Escola Internacional de Cinema de San Antonio dos Banhos, em Cuba. Recebeu várias bolsas de especialização em Paris, Nova Iorque e Los Angeles, para realizar pesquisas sobre a escritora Anaïs Nin. Deste trabalho, resultou o seu terceiro romance Posar desnuda en La Habana.  Embora os seus romances não tenham sido publicados no seu país de origem foram traduzidos em 13 idiomas.
Em 2010, o governo francês outorgou-lhe a Ordem de Chevalier dês Arts et dês Lettres. Fez parte do grupo Bogotá, que reúne 39 vozes de escritores latino-americanos em destaque. Escreve para o diário El Mundo, através do seu blog Habaname. O seu romance Todos se van recebeu o Prêmio da Editorial Bruguera. A obra apresentada com o título Nieve em La Habana e sob o pseudônimo de “Campanilla”, foi premiada por sua autenticidade e sinceridade. Também recebeu o Prêmio da Crítica do jornal espanhol El País, na categoria Melhor Romance em 2006. No ano de 2009 recebeu o Prêmio Carbet dês Lycéens. 
Em 2012, foi jurada de numerosos festivais de cinema, entre eles o Festival International du Court-Métrage de Clermont-Ferrand pela França.
O seu romance Todos se van recebeu o Prêmio da Editorial Bruguera. A obra apresentada com o título Nieve em La Habana e sob o pseudônimo de “Campanilla”, foi premiada por sua autenticidade e sinceridade. Em 2006 recebeu o Prêmio da Crítica do jornal espanhol El País, na categoria Melhor Romance. No ano de 2009 recebeu o Prêmio Carbet dês Lycéens.

## Obras
Poesias
- Platea oscura, Universidad de La Habana, La Habana, 1987.
- Cabeza rapada, ed. Letras cubanas, La Habana, 1996.
- Ropa interior, ed. Bruguera, Barcelona, 2008.
- Poèmes (inéditos), éd. Stock, Paris, 2009 (edição conjunta com o poeta sérvio Sasa Stanisic).

Romances
- Todos se van, 2006, ed. Bruguera, Barcelona, 2006 / Tout le monde s'en va, éd. Stock, Paris, 2008 / Tutti se ne vano, ed. Le Lettere, Firenze (Itália), 2008 / Alle gehen fort, ed. Lateinamerika, Solothurn (Alemania), 2008 / Всички си тръгват, Sofia, (Bulgaria), 2010 / Alla ger sig av, ed. Bokförlaget Tranan, Estocolmo (Suecia), 2010 / Everyone Leaves, (Estados Unidos), 2012, seleccionado pela revista Latina como um dos 9 melhores livros do ano publicado por um autor latino nos Estados Unidos (The 9 Best Books of the Year by Latino Authors) / Diários de Havana: romance (Portugal).
- Nunca fui Primera Dama, ed. Bruguera, Barcelona, 2008 / Mère Cuba, éd. Stock, Paris, 2009 / Nunca fui primeira-dama, ed. Benvira, Brasil, 2010.
- Negra, ed. Anagrama, Barcelona, 2013.

Ficção
- Posar desnuda en La Habana. Diario apócrifo de Anaïs Nin, ed. Alfaguara, 2010 / Poser nue à La Havane, ed. Stock, Paris, 2011; ed. Letras Cubanas, La Habana, 2013.
- Antologias.
- Casa de luciérnagas (antología de poetas latinoamericanas), ed. Bruguera, Barcelona, 2007.
- 39 Antología del cuento latinoamericano, ediciones Colombia, Bogotá, 2007.
- Otra Cuba secreta. Antología de poetas cubanas del siglo XIX y XX, ed. Verbum, Madrid, 2011.